# Gerichtsbezirk Leoben

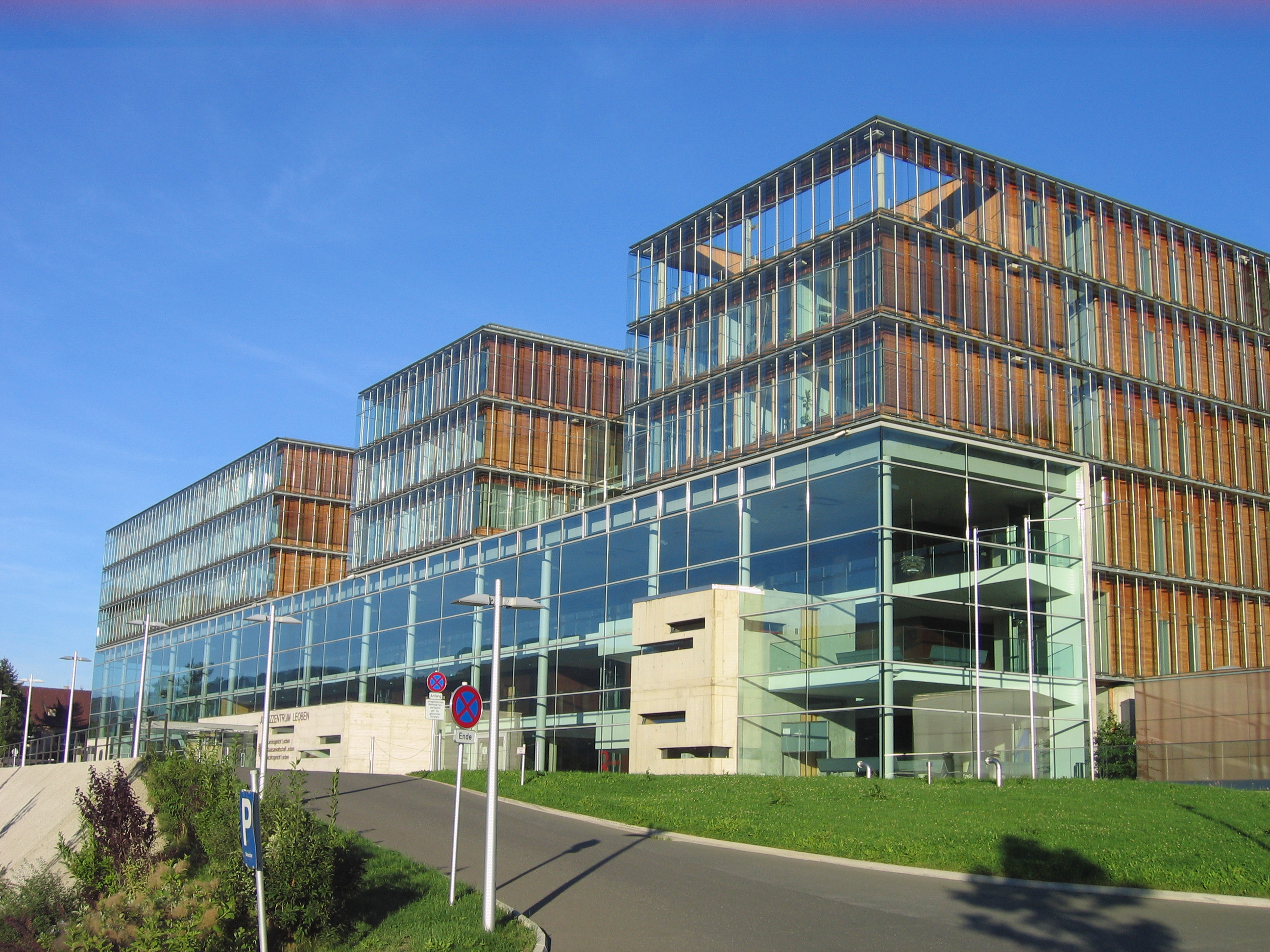
Justizzentrum Leoben (Bezirksgericht, Landesgericht)

Der Gerichtsbezirk Leoben ist ein dem Bezirksgericht Leoben unterstehender Gerichtsbezirk im Bundesland Steiermark.

## Geschichte
Der Gerichtsbezirk Leoben wurde durch eine 1849 beschlossene Kundmachung der Landes-Gerichts-Einführungs-Kommission geschaffen und umfasste ursprünglich die 14 Gemeinden Donawitz, Gai, Göß, Hafning, Kraubath, Leoben, Niklasdorf, Proleb, St. Michael, St. Peter, St. Stefan, Traboch, Trofaiach und Vordernberg.
Der Gerichtsbezirk Leoben bildete im Zuge der Trennung der politischen von der judikativen Verwaltung
ab 1868 gemeinsam mit den Gerichtsbezirken Eisenerz und Mautern den Bezirk Leoben.
Nach dem Ersten Weltkrieg wurde per 1. Juni 1923 der Gerichtsbezirk Mautern aufgelöst und die Gemeinden Kallwang, Kammern, Mautern Umgebung und Wald dem Gerichtsbezirk Leoben zugewiesen.
Per 1. Juli 2002 wurde das Bezirksgericht Eisenerz aufgelöst und die Gemeinden Eisenerz, Hieflau und Radmer dem Gerichtsbezirk Leoben zugewiesen.
Mit Wirkung ab 1. Jänner 2015 wurde der Gerichtsbezirk aufgrund der Veränderungen im Rahmen der Gemeindestrukturreform in der Steiermark in der „Bezirksgerichte-Verordnung Steiermark 2015“ neu definiert. Er gab im Zuge dessen das Gebiet der ehemaligen Gemeinde Hieflau an den Gerichtsbezirk Liezen ab.

## Gerichtssprengel
Seit Jänner 2015 definiert sich der Gerichtssprengel über das Gebiet der folgenden 16 Gemeinden: Eisenerz, Kalwang, Kammern im Liesingtal, Kraubath an der Mur, Leoben, Mautern in Steiermark, Niklasdorf, Proleb, Radmer, Sankt Michael in Obersteiermark, Sankt Peter-Freienstein, Sankt Stefan ob Leoben, Traboch, Trofaiach, Vordernberg und Wald am Schoberpaß.
Er ist somit mit dem Bezirk Leoben deckungsgleich.